# Kees van den Anker
Carel Adriaan (Kees) van den Anker (Amsterdam, 6 februari 1931 - Wageningen, 4 november 1982) was een Nederlands botanicus en politicus namens de Partij van de Arbeid.
Na het voltooien van de Hogere Burgerschool-b in Amsterdam in 1948, volgde Van den Anker een opleiding tot botanisch analist en statistisch analist (resp. tot 1954 en 1957) en behaalde zijn akte M.O.-a in de wiskunde in 1966. Met zijn HBS op zak ging Van den Anker aan de slag als medewerker landbouwkundig onderzoek bij het ministerie van Landbouw, Visserij en Voedselvoorziening in 1948 en 1949, toen hij overstapte als assistent naar het entomologisch laboratorium "Philips-Duphar". In 1952 ging hij aan de slag het Instituut voor Plantenziektenkundig Onderzoek in Wageningen, eerst als botanisch analist en later als statisticus.
In 1970 maakte hij zijn entree in de lokale politiek als gemeenteraadslid en wethouder in Wageningen. In 1974 raakte hij zijn wethouderspost kwijt maar bleef in de gemeenteraad. In september 1977 werd hij lid van de Tweede Kamer der Staten-Generaal voor vier maanden, waarbij hij zijn raadslidmaatschap opgaf. In september 1978 keerde hij terug als raadslid en wethouder voor een krap jaar, tot hij weer lid van de Tweede Kamer werd. Hij hield zich als Kamerlid met name bezig met ambtenarenzaken, pensioenen, hoger onderwijs en wetenschappen. Op 4 juni 1980 interpelleerde hij toenmalig minister Wiegel over de hangende kwestie van de ambtelijke en politieke topsalarissen. In 1981 diende hij met zijn fractiegenoot Schelto Patijn een initiatiefwetsvoorstel in om ook in het Openbaar Lichaam Zuidelijke IJsselmeerpolders de Wet op de Ruimtelijke Ordening van toepassing te verklaren. Het voorstel verviel in 1984 na instelling van de gemeenten Almere en Zeewolde.
Van den Anker behoorde in 1980 tot de minderheid van zijn fractie die vóór een (verworpen) motie-Jansen (PPR) stemde waarin om het stilleggen van de kerncentrales in Borssele en Dodewaard werd gevraagd. Ook behoorde hij in 1981 tot de minderheid van zijn fractie die tegen een (verworpen) ordevoorstel stemde om de volgende dag (vrijdag 20 november) het debat over de regeringsverklaring voort te zetten. Dit gebeurde nadat minister-president Van Agt had verklaard dat hij 'niet bij machte en daarom niet bereid' was die avond de Kamer in tweede termijn te antwoorden.
Hij was ondervoorzitter van de vaste commissie voor het Wetenschapsbeleid van 30 september 1981 tot 4 november 1982 en voorzitter van de bijzondere commissie voor de Spreiding van Rijksdiensten van 28 april 1982 tot 4 november 1982.
Van den Anker overleed tijdens zijn Kamerlidmaatschap. Hij werd in de ochtend van 4 november 1982 dood aangetroffen in zijn auto. Hij werd in het parlement opgevolgd door Hans Alders.
- Biografisch Portaal: 83581610
- Parlement.com: vg09lli83lzp